# 구극!! 변태가면
구극!! 변태가면(일본어: 究極!!変態仮面 규쿄쿠!! 헨타이카멘[*])은 안도 게이슈의 만화 작품이다. 주간 소년 점프에 1992년 42호부터 1993년 46호까지 연재했다.

## 파생 작품

### 돌아온 변태가면
고바야시 진에 의한 리메이크 작품이다.